# Ikerasaarsuk
Ikerasaarsuk (Ikerasârssuk avant 1973) est un village groenlandais situé dans la municipalité de Qeqertalik près de Kangaatsiaq. La population était de 96 habitants en 2009.